# Елієтт Абекассіс
Елієтт Абекассіс (Abécassis, Éliette; 27.01.1969, Страсбург, тепер регіон Гранд-Ест, Франція) — французька письменниця, сценаристка.

## Життєпис
Народилась в родині сефардів марокканського походження. Її батько — Арман Абекассіс, викладач філософії, історик, релігійний мислитель, відомий юдейськими поглядами, автор книги La pensée juive. Виховання і життя Елієтт були просякнуті єврейською релігією і культурою.

Закінчила Вищу нормальну школу.

Викладала філософію в Кані. Для свого першого роману «Кумран» (Qumran) вона, відчувши недостатність власних знань про староєврейський світ, протягом трьох років вивчала матеріали в Ізраїлі, Єрусалимі, Кумрані і Сполучених Штатах.